# CIM-10 Chapitre 06 : Maladies du système nerveux
Cet article développe le chapitre VI de la classification internationale des maladies.

## Liste des classes du chapitre 06
CIM-10 Chapitre 06: Maladies du système nerveux (G00-G99)

### (G00-G09) Maladies inflammatoires dusystème nerveux central
- (G00) Méningite bactérienne, non classée ailleurs
- (G01) Méningite au cours d'affections bactériennes classées ailleurs
- (G02) Méningite au cours d'autres maladies infectieuses et parasitaires classées ailleurs
- (G03) Méningite due à des causes autres et non précisées
- (G04) Encéphalite, myélite et encéphalomyélite
- (G05) Encéphalite, myélite et encéphalomyélite au cours d'affections classées ailleurs
- (G06) Abcès et granulome intracrâniens et intrarachidiens
- (G07) Abcès et granulome intracrâniens et intrarachidiens au cours d'affections classées ailleurs
- (G08) Phlébite et thrombophlébite intracrâniennes et intrarachidiennes
- (G09) Séquelles d'affections inflammatoires du système nerveux central

### (G10-G13) Affections dégénératives systémiques affectant principalement lesystème nerveux central
- (G10) Chorée de Huntington
- (G11) Ataxie héréditaire
- (G12) Amyotrophie spinale et syndromes apparentés
- (G13) Affections dégénératives systémiques affectant principalement le système nerveux central au cours d'affections classées ailleurs

### (G20-G26)Syndromes extrapyramidauxet troubles de la motricité
- (G20) Maladie de Parkinson
- (G21) Syndrome parkinsonien secondaire
- (G22) Syndrome parkinsonien au cours de maladies classées ailleurs
- (G23) Autres maladies dégénératives des noyaux gris centraux
- (G24) Dystonie
- (G25) Autres syndromes extrapyramidaux et troubles de la motricité
- (G26) Syndromes extrapyramidaux et troubles de la motricité au cours d'affections classées ailleurs

### (G30-G32) Autres affections dégénératives dusystème nerveux
- (G30) Maladie d'Alzheimer
- (G31) Autres affections dégénératives du système nerveux, non classées ailleurs
- (G32) Autres affections dégénératives du système nerveux au cours d'affections classées ailleurs

### (G35-G37) Maladies démyélinisantes dusystème nerveux central
- (G35) Sclérose en plaques
- (G36) Autres affections démyélinisantes aiguës disséminées
- (G37) Autres affections démyélinisantes du système nerveux central

### (G40-G47) Affections épisodiques et paroxystiques
- (G40) Épilepsie
- (G41) État de mal épileptique
- (G43) Migraine
- (G44) Autres syndromes d'algies céphaliques
- (G45) Accidents ischémiques cérébraux transitoires et syndromes apparentés
- (G46) Syndromes vasculaires cérébraux au cours de maladies cérébrovasculaires
- (G47) Troubles du sommeil

### (G50-G59) Affections des nerfs et des racines etplexus nerveux
- (G50) Affections du nerf trijumeau
- (G51) Affections du nerf facial
- (G52) Affections des autres nerfs crâniens
- (G53) Affections des nerfs crâniens au cours de maladies classées ailleurs
- (G54) Affections des racines et des plexus nerveux
- (G55) Compression des racines et des plexus nerveux au cours de maladies classées ailleurs
- (G56) Mononévrite du membre supérieur
- (G57) Mononévrite du membre inférieur
- (G58) Autres mononévrites
- (G59) Mononévrite au cours de maladies classées ailleurs

### (G60-G64)Polynévriteset autres affections dusystème nerveux périphérique
- (G60) Neuropathie héréditaire et idiopathique
- (G61) Polynévrites inflammatoires
- (G62) Autres polynévrites
- (G63) Polynévrite au cours de maladies classées ailleurs
- (G64) Autres affections du système nerveux périphérique

### (G70-G73) Affections musculaires et neuro-musculaires
- (G70) Myasthénie et autres affections neuro-musculaires
- (G71) Affections musculaires primitives
- (G72) Autres myopathies
- (G73) Affections musculaires et neuro-musculaires au cours de maladies classées ailleurs

### (G80-G83)Paralysies cérébraleset autres syndromes paralytiques
- (G80) Paralysie cérébrale infantile
- (G81) Hémiplégie
- (G82) Paraplégie et tétraplégie
- (G83) Autres syndromes paralytiques

### (G90-G99) Autres affections dusystème nerveux
- (G90) Affections du système nerveux autonome
- (G91) Hydrocéphalie
- (G92) Encéphalopathie toxique
- (G93) Autres affections du cerveau
- (G94) Autres affections du cerveau au cours de maladies classées ailleurs
- (G95) Autres affections de la moelle épinière
- (G96) Autres affections du système nerveux central
- (G97) Affections du système nerveux après un acte à visée diagnostique et thérapeutique, non classées ailleurs
- (G98) Autres affections du système nerveux, non classées ailleurs
- (G99) Autres affections du système nerveux au cours de maladies classées ailleurs